# Anomalomyia obscura
Anomalomyia obscura är en tvåvingeart som beskrevs av Tonnoir och Edwards 1927. Anomalomyia obscura ingår i släktet Anomalomyia och familjen svampmyggor. Inga underarter finns listade i Catalogue of Life.